# Банска коса
Банска коса је издужена узвисина у североисточном подручју хрватског дела Барање на Барањској лесној заравни; познато је виноградарско подручје, које се понекад назива Барањско виногорје.

## Географске карактеристике
Банска коса се пружа у правцу југозапад-североисток између Белог Манастира и Батине (дужине око 21 км, ширине 3 км). Падине су према југоистоку благе, а према Карашици на северозападу знатно стрмије и испирањем јако дисециране. По тектонској структури је асиметричан хорст преко којег су наталожене до 30 м дебеле наслаге леса (прапора), на којима је интензивно развијена пољопривреда и виноградарство.

## Насеља
На Банској коси нема насеља јер на њој нема воде, а у њеном подножју налазе се Каранац, Каменац, Кнежеви Виногради, Котлина, Суза, Змајевац и Батина с југоисточне те Драж, Гајић, Подоље, Брањина, Поповац, Брањин Врх и Бели Манастир са северозападне стране. Нека од тих насеља (Бели Манастир, Каменац, Котлина, Суза, Змајевац, Батина, Драж, Подоље) делимично се налазе и на њеним обронцима.

## Највиши врх
Баново брдо и Банско брдо називи су и за највиши предео Банске косе изнад Поповца (Камењак, по Енциклопедији Југославије 243 м, по Енциклопедијском географском лексикону Југославије 245 м, по Великом атласу Хрватске 244 м на мапи бр. 31 одн. 245 м у тексту, стр. 260).

## Имена

### Имена Банске косе
Банска коса (Велики атлас Хрватске) назива се још и Банска планина (Безендорфер), Баново брдо, Банско брдо (Енциклопедија Југославије; Енциклопедија опћа и национална у 20 књига), Барањска планина, Беломанастирска греда, Брањинска брда (Михалџић), Моношторска греда (Безендорфер), Златно брдо (латински: Mons aureus; мађарски: Báni-hegység, Vörösmarti-hegység).

### Имена врхова
Највиши врх Банске косе Михалџић назива Градац: "Врхови ових питомих планина јесу: код Белог Манастира: Крвашнина 187 м., код Поповца и Брањине: Градац 243 м. висине, у Подољу: Лисац 230 м., код Змајевца Тројнаш 205 м" (С. Михалџић: "Барања"), а Безендорфер Бански стол (243 м).

### Локална имена
Локално становништво Банску косу обично зове само Планина (неки кажу нпр. идем у План'ну), а њен највише дио Баново брдо. На Бановом брду налази се телевизијски одашиљач до кога води асфалтни пут из Кнежевих Винограда преко Каменца.

### Порекло имена
Називи Банска коса, Банска планина, Бански стол, Банско брдо и Баново брдо настали су од старог назива Бан за Поповац, Брањинска брда од назива села Брањине, а Беломанастирска греда и Моношторска греда од садашњег (Бели Манастир) и некадашњег (Моноштор) имена највећег барањског насеља.

## Остало
По Банској коси назван је беломанастирски Радио Банска коса, који програм емитује на српском језику.